# Allobaccha sapphirina
Allobaccha sapphirina là một loài ruồi trong họ Ruồi giả ong (Syrphidae). Loài này được Wiedemann mô tả khoa học đầu tiên năm 1830. Allobaccha sapphirina phân bố ở miền Đông phương